# Anomala hirsitula
Anomala hirsitula är en skalbaggsart som beskrevs av Nonfried 1892. Anomala hirsitula ingår i släktet Anomala och familjen Rutelidae. Inga underarter finns listade i Catalogue of Life.